# Pertinax al Bizanțului
Pertinax al Bizanțului (în greacă Περτίναξ; n. secolul al II-lea d.Hr. – d. 187 d.Hr., Bizanț, Imperiul Otoman, Turcia) a fost episcop al Bizanțului, care a slujit între anii 169 și 187. Pertinax a fost un roman din Tracia, fost militar de rang înalt care, îmbolnăvindu-se de o boală gravă (posibil gripa antonină), a auzit despre creștinism și miracolele acestuia. Pertinax s-a întâlnit cu Alypius al Bizanțului, episcopul de la acea perioadă, cerându-i să îl vindece. Alypius s-a îndurat de el, rugându-se pentru vindecarea sa. După ce s-a însănătoșit, Pertinax s-a convertit la creștinism, devenind preot în Bizanț și, după moartea lui Alypius, noul episcop bizantin.